# Southeast Arcadia
Southeast Arcadia és una concentració de població designada pel cens dels Estats Units a l'estat de Florida. Segons el cens del 2000 tenia 6.064 habitants.

## Demografia
Segons el cens del 2000, Southeast Arcadia tenia 6.064 habitants, 1.897 habitatges, i 1.295 famílies. La densitat de població era de 320,3 habitants/km².
Dels 1.897 habitatges en un 30,4% hi vivien nens de menys de 18 anys, en un 49,1% hi vivien parelles casades, en un 10,8% dones solteres, i en un 31,7% no eren unitats familiars. En el 19,5% dels habitatges hi vivien persones soles el 10,8% de les quals corresponia a persones de 65 anys o més que vivien soles. El nombre mitjà de persones vivint en cada habitatge era de 3,16 i el nombre mitjà de persones que vivien en cada família era de 3,37.
Per edats la població es repartia de la següent manera: un 25,3% tenia menys de 18 anys, un 15,4% entre 18 i 24, un 28,3% entre 25 i 44, un 17,7% de 45 a 60 i un 13,4% 65 anys o més.
L'edat mediana era de 30 anys. Per cada 100 dones de 18 o més anys hi havia 150,5 homes.
La renda mediana per habitatge era de 28.409 $ i la renda mediana per família de 30.053 $. Els homes tenien una renda mediana de 20.593 $ mentre que les dones 16.904 $. La renda per capita de la població era de 13.891 $. Entorn del 20,3% de les famílies i el 33,8% de la població estaven per davall del llindar de pobresa.

## Poblacions més properes
El següent diagrama mostra les poblacions més properes.